# Musée national maritime (Corée du Sud)
Le musée national maritime, en coréen : 국립해양박물관, est un musée maritime situé à Busan en Corée du Sud. Il est créé en 2012.